# Oldrich Majda
Oldrich Majda (* 5. April 1930 in Kováčovce, Tschechoslowakei; † 2006 in Bratislava, Slowakei) war ein slowakischer Künstler, Maler, Illustrator und Bildhauer.

## Leben
Majda wurde mit einem Herzfehler geboren; seine Ärzte rechneten mit einer Lebenserwartung von sieben bis zehn Jahren. Bereits als Zehnjähriger begann er zu malen. Von 1949 bis 1953 studierte er an der Technischen Universität Bratislava Architektur und an der Hochschule für Musische Künste Bratislava (VŠMU) Szenografie. Bis 1968 arbeitete er in verschiedenen Redaktionen diverser Zeitungen und Zeitschriften als technischer und grafischer Redakteur. Seit der Normalisation 1970 bis 1990 konnte er seine Arbeit nicht mehr nachgehen und seine Werke auch nicht mehr ausstellen; er begann als Maler und Bühnenbauer in der Dekorationswerkstatt des Slowakischen Nationaltheaters. 1970 pachtete er ein Stück Land und baute sich dort ein Refugium, wo er die meisten seiner Skulpturen schuf. Im Laufe der weiteren 35 Jahre grub er unter seiner Rückzugsstätte Katakomben von über 250 m Länge mit Räumen und Skulpturen an den Wänden. 1990 arbeitete er zwar als Illustrator, aber vorwiegend widmete er sich seiner Kunst. Nach 1990 hatte er über 40 eigenständige Ausstellungen im Ausland und in der Slowakei. Seine künstlerischen Weg wurde vom französischen Impressionismus und Postimpressionismus sehr geprägt. Vor allem hat er sich als Landschaftsmaler durchgesetzt, aber auch mit Stillleben, Aktzeichnungen, Porträts und mit der Artpotistechnik; seine Skulpturen sind weniger bekannt.
Die Anzahl seiner Werke werden auf über 4000 Exemplare geschätzt. Viele seiner Werke wurden für Wohltätigkeitszwecke gespendet wie beispielsweise in Osaka, Japan unter der Führung von Frau Matabe. Die Erlöse dafür gingen in das Kinderkrankenhaus Lehnice in der Slowakei. 2008 bekam er die Ehrenbürger-Auszeichnung von Suchohrad.

## Illustrationen
- Atómy života (deutsch: Atome des Lebens) Juraj Bober, Mladé letá Verlag, 1961.
- Od kryštálky k tranzistoru (deutsch: Von Kristallen bis Transistor) Karol Dubecký, Mladé letá Verlag, 1962, 2. Teil 1964
- Minerály (deutsch: Mineralien) Olga Belešová, Mladé letá Verlag, 1978.
- Tiene storočia (deutsch: Schatten des Jahrhunderts) František Višváder, Obzor Verlag, 1989, ISBN 80-215-0042-5.
- Kniha kráľov (deutsch: Buch der Könige) František Višváder mit anderen, KLEIO Verlag, 1998, ISBN 80-967862-0-2.

## Publikationen über Oldrich Majda
- Stopy v Piesku (deutsch: Spuren im Sand) Peter Pálfy, 1996. Ist ein Dokumentarfilm über die Katakomben von Oldrich majda[2]
- Oldrich Majda. (Biografie von František Višváder) Michal Vaška Verlag, 2008, ISBN 978-80-7165-674-6.
- Encyklopédia Suchohradu -Dimburka (deutsch: Enzyklopädie Suchohrad Dimburg) Gemeindeamt Suchohrad, 2011, ISBN 978-80-970873-1-9.

## Ausstellungen
- Deutschland: Tübingen
- Frankreich: Vesoul
- Japan: Osaka
- Österreich: Wien
- Tschechien: Prag
- Slowakei: Bratislava, - (Slowakisches Nationalmuseum, Obrazy a plastiky (Bilder und Plasticken), 1999.),[3] (vom Slovenský rozhlas -(Slowakischer Hörfunk) im Slowakischen Hörfunk Gebäude (Pyramide), 2009.)[4] Rajec, Šahy, Štúrovo, - (Städtische Galerie J.Barta, 1999.)[5] Banská Bystrica, Nitra, Topoľčany, Dunajská Streda, Dubnica nad Váhom, - (Kultur Haus Dubnica nad Váhom, Posol ukrytých krás (Der Bote versteckter Schönheit), 2009.),[6] Skalica, - (Zahorske Muzeum Skalica, 1996, 1997, Obrazy a plastiky (Bilder und Plasticken), 2008.)[7] – (Galerie u Františkánov, Akty a kone (Akt und Pferde), 2012.)[8]